# 莱芜市

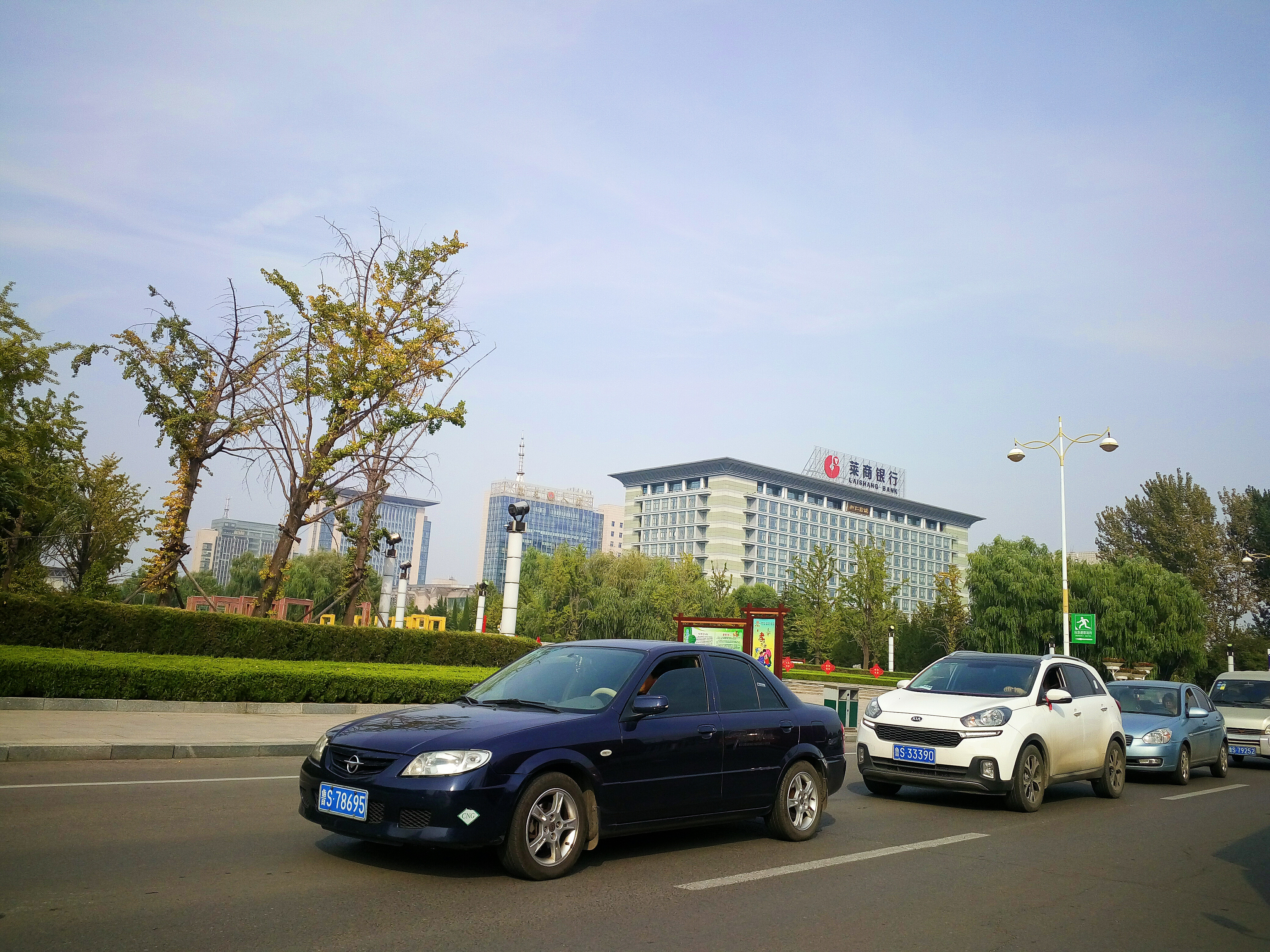
莱芜高新CBD

莱芜高新区高创中心

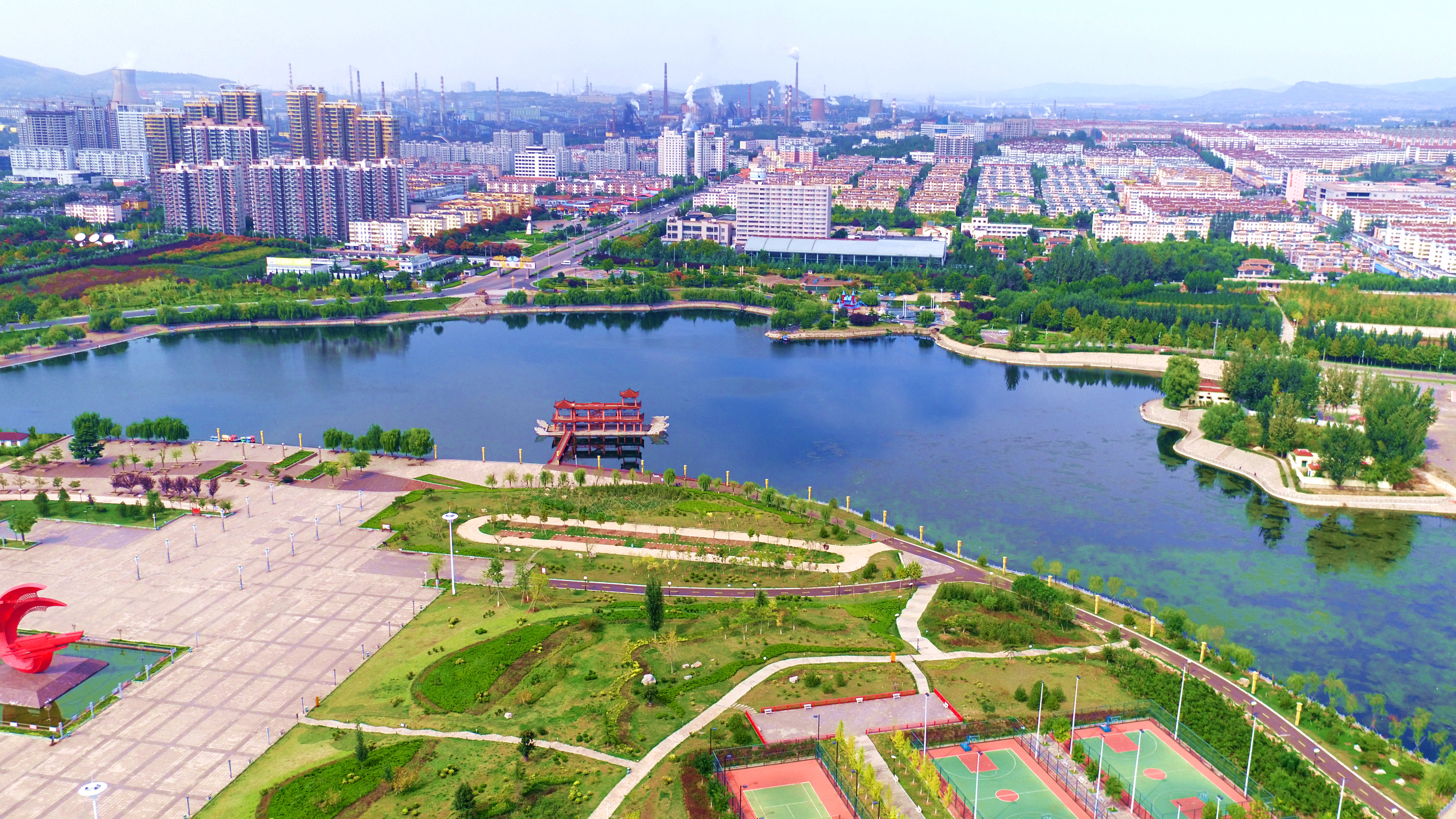
莱芜市钢城区城区天际线

萊蕪市是中华人民共和国山东省历史上的一个地级市，位于山东省中部、泰山东麓，东临淄博市，西、南靠泰安市，北接济南市章丘区。全市总面积2,246平方公里，人口135.16万，有2个市辖区莱城区和钢城区。于1992年自泰安市独立设立地级市、2019年撤销并入省会济南市。萊蕪古称嬴、牟，历来是兵家必争之地，春秋时期这里发生过长勺之战。
萊蕪市因其盛产葱、生姜、大蒜，有“三辣之乡”的美誉。萊蕪市也是全国重要的冶铁中心，为以钢铁为主导的新兴工业城市。在钢城区建有大型钢铁企业——莱芜钢铁(集团)有限公司。此外，萊蕪市还是中国国家卫生城市、中国国家园林城市、中国双拥模范城。2018年11月，萊蕪市入选中国城市全面小康指数前100名。此外，在其境内雪野镇每两年举办中国国际航空体育节。
2019年1月9日，国务院批复同意，撤销莱芜市，所辖区域划归济南市管辖。原莱芜市莱城区，设立济南市莱芜区；原莱芜市钢城区，设立济南市钢城区。

## 市名
莱芜二字字面意义可理解为“荒芜”，但作为莱芜市的专称“莱芜”传有多种来历，学界现尚无明确定论。

### 出处
一、荒芜说。按字意解释，莱俗称灰菜，芜是田野荒芜，意即荒凉的地方，所以叫莱芜。
二、来无石说。现济南市莱芜区胜利路南端原有一太湖石，再是在莱城西南有一铁石 (一说是陨石)。百姓见两石形状怪异，不知从何而来，认为是空中落下来的。按老子的“有生于无” 的观点解释，此石来于 “无”，因此名“来无石”，借以名县为莱芜。
三、山名说。《左传》曰，与之无山及莱柞是也。泰山莱芜鲁之莱柞邑，按此则莱芜之名合两山而言，旧志引莱民播流此谷者误。
四、莱民播流此谷说。《水经注 · 淄水》：“引旧说云，齐灵公灭莱，莱民播流此谷，邑落荒芜，故曰莱芜。” 此谷是指莱芜谷。
五、麳麰（lái móu）说。《炎黄氏族文化考略》，“释来牟，小麦之种，相传自天而来，故呼曰来。是最早种植小麦的部族，自称莱族。大麦之种，其呼曰牟者，以原为牟族所播植，因以祖名大麦为麰。此两族后混处山左各地，今之莱芜，即来牟两族合名。”
六、牟芜音转说。《山东古国考》载：“莱芜是因莱族与牟族杂居得名，古读牟为重唇音，声与芜相似，转写为芜。”

### 变迁
莱芜辖区历史上曾有“嬴”与“牟”两国都城，故莱芜亦称“嬴牟之地”或“嬴牟大地”，起称不可考但至今仍作为民间使用。建国后，因老县城大致呈凤凰状（一说境内有凤凰山），始称“凤城”、“凤凰城”，也作“八宝凤凰城”。

## 历史

### 古代
- 春秋时期为齐国的嬴邑和牟国地。
- 秦朝置嬴县（治所在城子县村），属济北郡。
- 西汉始置莱芜县，属泰安郡。
- 1274年（元代至元11年），元朝在莱芜县治西设莱芜铁冶都提举司，职官正五品，下辖宝成监、通利监、锟 监。1298年又加辖元固监、富国监，莱芜铁冶都提举司更名为济南莱芜等处铁冶都提举司，几乎管理着整个山东的矿冶业，冶户四千余。
- 1373年（明洪武六年），明朝置十三个官办铁冶所，莱芜是其一。
- 清代（1644-1911），初属济南道。雍正二年（1724年）属济南府泰安州。雍正十三年（1735年）属泰安府后又属泰安州。[9]

### 近代
- 1915年属济南道。
- 1925年属泰安府。
- 1927年直属山东省。
- 1939年8月，莱芜县民主政府成立。属七县（泰安、莱芜、章丘、历城、淄川、博山、新泰）边区联防办事处。
- 1941年5月，莱芜县一分为三。北部为莱芜（北）县、东部为莱东县（后合博山的一部分成为博莱县），南部合新泰一部分成莱南县（后改称新甫县）。莱芜县、莱东县属泰山专署，莱南县属泰南专署。
- 1945年9月，恢复原莱芜县，属泰山专署。[9]

### 现代
- 1949年末，莱芜县委、县政府驻口镇。1953年9月，县委县政府迁往莱城。
- 1958年，泰安专署撤销，莱芜隶属济南市。
- 1961年，恢复泰安专署，莱芜属泰安专署。
- 1978年，属泰安地区行政公署。
- 1983年，撤县设县级莱芜市，属泰安地区辖。
- 1985年3月，撤销泰安地区设地级泰安市，莱芜属泰安市管辖。
- 1988年，改为省直辖县级市。
- 1990年，在今钢城区设立钢城办事处（副县级）。
- 1992年11月，经国务院批准，莱芜市升为地级市，辖莱城、钢城两个区，30个乡镇、办事处。
- 2001年，莱芜设经济开发区辖鹏泉街道办事处。2003年加挂莱芜高新技术产业开发区牌。
- 2016年2月，设莱芜农高区，辖方下镇、杨庄镇、寨里镇三镇。[9]
- 2019年1月9日，国务院批复同意，撤销莱芜市，所辖区域划归济南市管辖。原莱芜市莱城区，设立济南市莱芜区；原莱芜市钢城区，设立济南市钢城区。[10]

## 地理
莱芜市地势由东向西倾斜，北、东、南三面又向盆地中部倾斜。境内山脉北部为泰山山脉，南部为徂徕山余脉，呈东西走向。境内河流有汶河和淄河两大水系，大小河流近400条。气候属暖温带湿润、半湿润大陆性季风气候。年均气温12.5摄氏度，年均降雨量761毫米，年无霜期196天。莱芜市自然资源丰富，有铁、铜、金、铅、煤、铝土等矿藏。

### 位置范围
莱芜市位于山东中部，泰山东麓，北纬35°59′25.08″-36°33′12.15″，东经117°19′32.43″-117°58′05.57″。东部与沂源县毗邻，南邻新泰市，西部与泰安市岱岳区接壤，北接济南市章丘区、淄博市博山区，总面积2246.33平方公里。

### 地质地貌
莱芜市位于华北地区鲁西隆起鲁中隆断区、泰莱断陷盆地东缘及沂源鲁村盆地西缘，呈断裂构造发育。基底构造以官营—香山韧性剪切带为代表，盖层构造以脆性断裂最为发育。境内侵入岩发育良好，广布全域。岩石类型较复杂，其中以酸性岩为主，其次为中性岩，少量为基性、超基性岩。境域地层发育较为齐全，有泰山岩群、寒武系、奥陶系、石炭系、二迭系、侏罗系、白垩系、第三系、第四系。境域地形为南缓北陡、向北突出的半圆形盆地。北、东、南三面环山，北部山脉为泰山余脉，南部为徂徕山余脉，西部开阔，中部为低缓起伏的泰莱平原，由长埠岭延伸入泰安。海拔最高点994米，最低点148.13米。山地面积占66%，丘陵面积占19%，平原面积占11%，洼地面积占3%。

### 山脉
莱芜市境内有大小山头2989个，其中海拔900米以上的5个、海拔600米以上的44个、 海拔200～600米的227个。北部为泰山余脉，近东西走向，自西向东有三平山、香山等。南部为徂徕山余脉，走向与北部泰山余脉大体平行，自西向东有莲花山、大堡顶山等。两山脉诸山皆为山势陡峻、切割强烈的中低山。东部蟠龙山、鹏山、邱山呈西北—东南带状分布，为低山缓丘。

### 水系

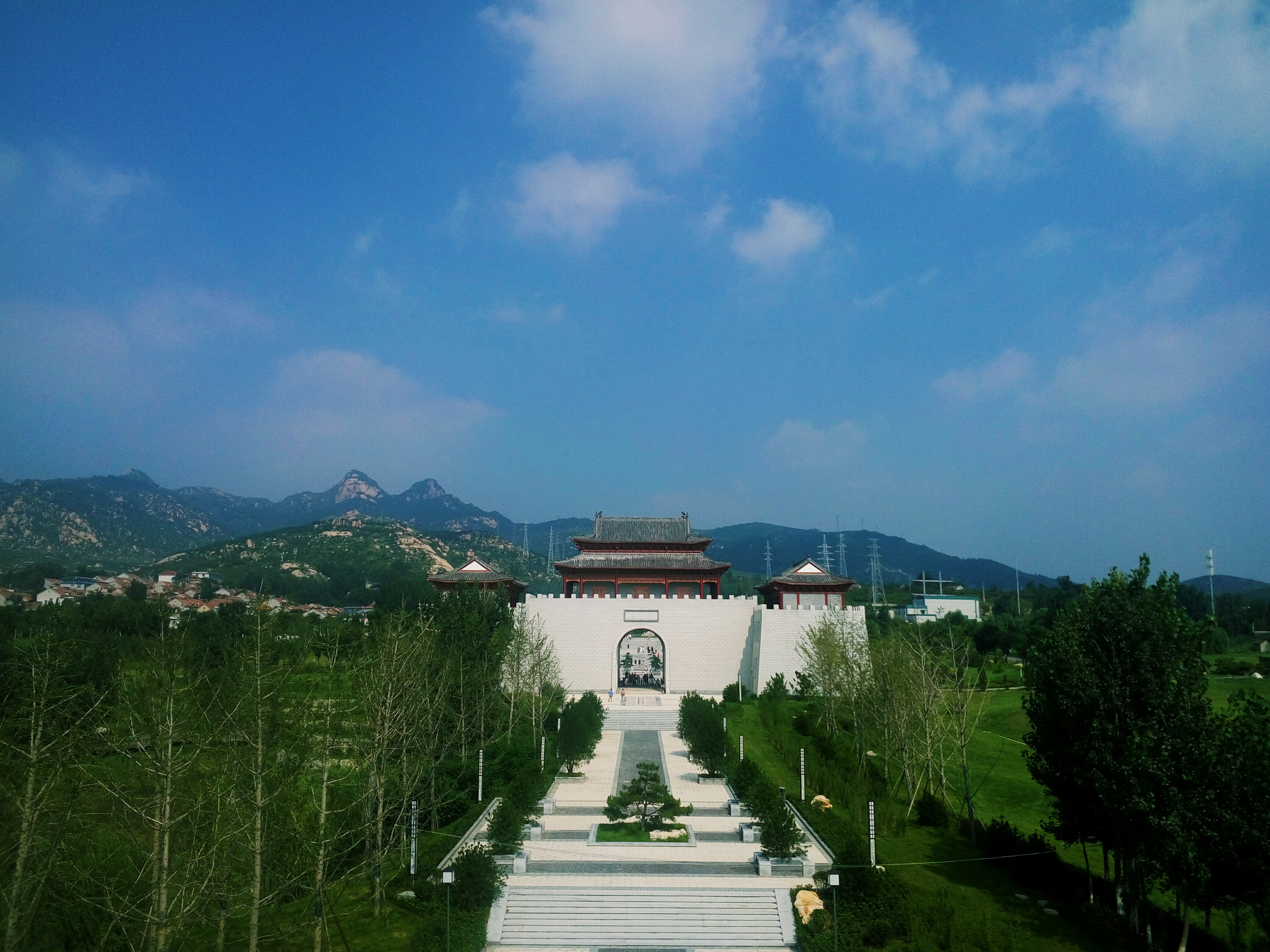
莱芜市雪野旅游区

莱芜市境内共有大小沟河404条， 长5公里以上的72条，98%属于大汶河水系、2%属于淄河水系。汶、淄两河的界线与发源地在北部原山山脉。大汶河水系有牟汶河、嬴汶河两大支流。牟汶河是境内第一大河流，境内长65.5公里，流域面积1372.96平方公里；嬴汶河，境内长59公里，流域面积743.28平方公里。淄河上游在莱芜境内有和庄河、啬泉河、崮山河三源流，总流域面积102.03平方公里。

### 气候
莱芜位于山东省中部，气候属于暖温带半湿润季风气候，光照充足，四季分明。冬季寒冷干燥，春季温暖多风，夏季炎热多雨，秋季凉爽晴朗。年平均气温11~13℃，南部高于北部，中部高于东部和西部，东北部和西北部山区较低。 全年平均无霜期202天。境内全年日照时数平均为2443.8小时，光照率55%。 年平均降水量695.1毫米，降水时空分布不均匀，70%集中在夏季，南部多于北部，山区多于平原。在一年中7月和8月属湿润期，9月为半湿润期，其它月份为干旱、半干旱期。莱芜有 "十年九春旱" 之说，季节旱灾发生频繁，春旱机率最高。水灾，暴雨主要集中在夏季，尤以7月最多。
| 莱芜市气象数据（1981年至2010年） | 莱芜市气象数据（1981年至2010年） | 莱芜市气象数据（1981年至2010年） | 莱芜市气象数据（1981年至2010年） | 莱芜市气象数据（1981年至2010年） | 莱芜市气象数据（1981年至2010年） | 莱芜市气象数据（1981年至2010年） | 莱芜市气象数据（1981年至2010年） | 莱芜市气象数据（1981年至2010年） | 莱芜市气象数据（1981年至2010年） | 莱芜市气象数据（1981年至2010年） | 莱芜市气象数据（1981年至2010年） | 莱芜市气象数据（1981年至2010年） | 莱芜市气象数据（1981年至2010年） |
| 月份                             | 1月                              | 2月                              | 3月                              | 4月                              | 5月                              | 6月                              | 7月                              | 8月                              | 9月                              | 10月                             | 11月                             | 12月                             | 全年                             |
| -------------------------------- | -------------------------------- | -------------------------------- | -------------------------------- | -------------------------------- | -------------------------------- | -------------------------------- | -------------------------------- | -------------------------------- | -------------------------------- | -------------------------------- | -------------------------------- | -------------------------------- | -------------------------------- |
| 历史最高温 °C（°F）              | 17.3 (63.1)                      | 21.1 (70.0)                      | 28.5 (83.3)                      | 32.9 (91.2)                      | 36.2 (97.2)                      | 38.7 (101.7)                     | 39.9 (103.8)                     | 36.6 (97.9)                      | 35.7 (96.3)                      | 33.9 (93.0)                      | 25.0 (77.0)                      | 18.5 (65.3)                      | 39.9 (103.8)                     |
| 平均高温 °C（°F）                | 3.6 (38.5)                       | 7.0 (44.6)                       | 12.9 (55.2)                      | 20.6 (69.1)                      | 26.2 (79.2)                      | 30.3 (86.5)                      | 30.9 (87.6)                      | 29.9 (85.8)                      | 26.3 (79.3)                      | 20.4 (68.7)                      | 12.4 (54.3)                      | 5.5 (41.9)                       | 18.8 (65.9)                      |
| 日均气温 °C（°F）                | −1.9 (28.6)                      | 1.2 (34.2)                       | 7.0 (44.6)                       | 14.6 (58.3)                      | 20.3 (68.5)                      | 24.7 (76.5)                      | 26.3 (79.3)                      | 25.2 (77.4)                      | 20.7 (69.3)                      | 14.5 (58.1)                      | 6.7 (44.1)                       | 0.1 (32.2)                       | 13.3 (55.9)                      |
| 平均低温 °C（°F）                | −6.1 (21.0)                      | −3.4 (25.9)                      | 1.8 (35.2)                       | 8.8 (47.8)                       | 14.4 (57.9)                      | 19.3 (66.7)                      | 22.3 (72.1)                      | 21.1 (70.0)                      | 15.9 (60.6)                      | 9.5 (49.1)                       | 2.1 (35.8)                       | −4.1 (24.6)                      | 8.5 (47.2)                       |
| 历史最低温 °C（°F）              | −19.3 (−2.7)                     | −17.0 (1.4)                      | −10.3 (13.5)                     | −3.8 (25.2)                      | 2.4 (36.3)                       | 9.6 (49.3)                       | 12.7 (54.9)                      | 12.0 (53.6)                      | 6.3 (43.3)                       | −3.6 (25.5)                      | −12.4 (9.7)                      | −18.0 (−0.4)                     | −19.3 (−2.7)                     |
| 平均降水量 mm（）                | 5.9 (0.23)                       | 9.3 (0.37)                       | 16.3 (0.64)                      | 25.4 (1.00)                      | 55.4 (2.18)                      | 97.4 (3.83)                      | 197.9 (7.79)                     | 164.7 (6.48)                     | 65.8 (2.59)                      | 32.8 (1.29)                      | 16.8 (0.66)                      | 7.5 (0.30)                       | 695.2 (27.36)                    |
| 来源：中国气象数据网             |                                  |                                  |                                  |                                  |                                  |                                  |                                  |                                  |                                  |                                  |                                  |                                  |                                  |

### 自然资源

#### 矿产资源
莱芜市位于山东省中部，全市已发现矿产56种，探明储量的有22种，在已探明的矿产中，能源矿产1种，金属矿产8种，非金属矿产11种，水气矿产2种。莱芜市有7种矿产保有储量排在全省前5位，优势矿产有煤炭、铁矿等；其次为石灰岩、花岗岩、河砂及粘土类矿产等。全市共探明矿产地113处，其中能源矿产10处，金属矿产61处，非金属矿产21处，水气矿产21处。按矿床规模分，大型矿产地10处，中型矿产地19处，小型矿产地62处，未分类矿产地 21处。进入省储量表的10种矿产，保有储量居全省第1位的矿产有钴矿、饰面用辉绿岩，分别占全省的46.9%和68.8%；保有储量居全省第2位的矿产有铁矿、钢矿，分别占全省24.3%和31.3%；而莱芜铁矿保有储量占全省同級别铁矿保有储量的36.2%，列全山东省第1位。全铁平均品位为46.88%。煤矿保有储量居全省第10位，占全省的1%。

#### 水资源
境内有大小河流近100余条，河长在5km以上 的有70条，流域面积100k㎡以上的有4条，分别为牟汶河、嬴汶河、辛庄河和方下河。全莱芜市境内现已探明水源地20处，地下水允许升采量年乎均约为3亿m³，约占全省的2.4%属于水资源较丰富的地级市。
莱芜市多年平均降水量732.2mm,折合水量16.44亿m³。全市多年平均径流深196.4mm，多年平均地表水资源量为3. 8亿m³；多年平均地下水资源量为2.22亿m³，可开采量1.89亿m³；水资源总量为地表水资源量与地下水资源量之和，扣除重复计算量1.26亿m³，全市水资源总量为4.76亿m³，人均水资源量384m³。

##### 地下水
莱芜市各主要地下水水源地情况如下表，合计可开采量28.3万m³/d。
| 水源地名       | 可开采量 （万m³/d） | 取水层位         | 主要用水单位       |
| -------------- | ------------------- | ---------------- | ------------------ |
| 清泥沟         | 3.0                 | 深层灰岩         | 莱钢               |
| 东泉           | 3.0                 | 深层灰岩         | 莱钢               |
| 傅家桥、丈八沟 | 1.5                 | 深层灰岩         | 莱钢               |
| 里辛、郑王庄   | 1.3                 | 深层灰岩         | 莱钢               |
| 鹏山泉         | 3.5                 | 深层灰岩和浅层水 | 市自来水公司       |
| 叶家庄         | 4.0                 | 深层水           | 市自来水、莱矿     |
| 羊里           | 1.5                 | 深层水           | 鲁中矿业、莱城电厂 |
| 寨里           | 2.8                 | 深层水           |                    |
| 吴家岭         | 2.5                 | 深层灰岩         | 莱芜电厂           |
| 枣园           | 1.0                 | 深层灰岩         | 乡镇供水           |
| 田庄           | 1.0                 | 浅层水           |                    |
| 东关           | 2.0                 | 浅层水           | 莱城区部分工业     |
| 枯河           | 1.5                 | 深层水           | 当地小企业         |

#### 生物资源

##### 动物
畜禽有牛、羊、猪、兔、鸡等，其中瘦肉型莱芜猪为省内优良畜种。野生的兽类4目8科13种；鸟类11目29科85种；两栖爬行类5目7科13种；鱼类有草鱼、鲢鱼、鲤鱼、鲫鱼、团头鲂鱼、三角鳊鱼、圆吻鲷鱼、鳜鱼、鲶鱼、 马口鱼、鳢鱼等；有益昆虫类有118种，其中捕食性天敌66种，寄生性天敌44种，小麦害虫天敌61种，玉米害虫天敌99种。其他无脊椎动物有蚯蚓、蝎、蜈蚣、螃蟹、蝗虫等。

##### 植物
木本植物有71科、177属、471种；除人工栽培的外，野生的乔木、灌木类有核桃、酸枣、银杏、女贞、白蜡、荆、杜梨、赤梨子、山葡萄（堰累）、金银棵、柘、枸杞、山榆、菠萝、柚贡子、山杜鹃、迎春柳等；杂草类有金针、薏苡、沙蓬、荠菜、荠荠菜、扫帚菜、人心菜、苦菜、灰菜、黄草、莸草、蒿草、刺猬皮草、红百合、白百合等；水生类有苇、蒲、荻、芡实、浮萍、荷包荠等。

## 人口
| 区划名称                                                                   | 常住人口（2010年11月） | 常住人口（2010年11月） | 常住人口（2010年11月） | 户籍人口 （2010年末） |         |
| 区划名称                                                                   | 总计                   | 比重 （%）             | 每平方公里 人口密度    | 户籍人口 （2010年末） |         |
| -------------------------------------------------------------------------- | ---------------------- | ---------------------- | ---------------------- | --------------------- | ------- |
| 区划名称                                                                   | 莱芜市                 | 1298529                | 100                    | 578.10                | 1266919 |
| 莱城区                                                                     | 989535                 | 76.20                  | 518.93                 | 967979                |         |
| 钢城区                                                                     | 308994                 | 23.80                  | 910.04                 | 298940                |         |
| 注：莱城区的常住人口包含莱芜高新技术产业开发区87112人及雪野旅游区41629人。 |                        |                        |                        |                       |         |

根据2010年第六次全国人口普查，全市常住人口为129.85万人，为山东省人口最少的地级市。同第五次全国人口普查相比，十年共增加了6.50万人。增长5.27%，年平均增长0.51%。其中，男性为65.34万人，占总人口的50.32%；女性为64.51万人，占总人口的49.68%，总人口性别比（以女性为100）为101.28。0－14岁的人口为20.49万人，占15.78%，15－64岁的人口为96.15万人，占74.05%；65岁及以上的人口为13.21万人，占10.17%。地区上看，莱城区98.95万人，钢城区30.90万人，高新技术开发区8.71万人，雪野旅游区4.16万人。至2005年，23个少数民族人口总数4400人。（至2000年，少数民族人口中有回族3293人、满族421人，蒙古族83人等其他民族）至2017年底，莱芜市常住人口为137.6万人。其中城镇人口为86.11万人，比上年增加2.02万人，城镇人口占总人口比重为62.58%。全年出生人口17039人，出生率为12.94‰；自然增长率为6.93‰。

### 民族
全市人口最多的民族为汉族；同时亦有回族、满族、蒙古族、彝族、佤族等32个少数民族，人口共4600多人，占全市总人口的4‰。其中，回族3800人，占少数民族总人口的80%以上。全市少数民族群众非农业人口占90％以上， 主要集中居住在莱城区凤城街道的5个社区以及山钢莱芜钢铁（集团）总公司、中国五矿集团鲁中冶金矿山总公司等驻莱企业，另有几十户回族群众散居于牛泉镇、寨里镇、颜庄镇的5个行政村，形成小聚居、大杂居的分布特点，具有典型的内陆地区少数民族散杂居的分布特征。

## 政治

### 地方领导人
| 机构     | · 中国共产党 · 莱芜市委员会 · 书记 | 莱芜市人民代表大会 常务委员会 主任 | 莱芜市人民政府 市长 | · 中国人民政治协商会议 · 莱芜市委员会 · 主席 |
| -------- | ---------------------------------- | ---------------------------------- | ------------------- | -------------------------------------------- |
| 姓名     | 梅建华                             | 梅建华                             | 梅建华              | 张作平                                       |
| 民族     | 汉族                               | 汉族                               | 汉族                | 汉族                                         |
| 籍贯     | 湖北省松滋市                       | 湖北省松滋市                       | 湖北省松滋市        | 山东省肥城市                                 |
| 出生日期 | 1964年7月（61歲）                  | 1964年7月（61歲）                  | 1964年7月（61歲）   | 1960年12月（64歲）                           |
| 就任日期 | 2018年5月                          |                                    | 2017年2月           | 2017年2月                                    |

### 行政区划
莱芜市两区无县，因面积较小，只辖2个市辖区：莱城区、钢城区。
除正式行政区划外，莱芜市还设立了5个经济功能区：雪野旅游区、高新技术产业开发区（高新区）、农业高新技术开发区（农高区）、经济开发区（口镇）以及泰钢工业园（马庄）。
全市共20个镇（街道），其中，莱城区管辖15个镇（街道），钢城区管辖5个镇（街道） ，莱芜高新技术产业开发区管辖1个街道，雪野旅游区管辖3个镇，莱芜农高区管辖3个镇，莱芜经济开发区管辖1个街道。

### 党政机构
中国共产党是莱芜市唯一的执政党，设有其地方组织——中国共产党莱芜市委员会，由中国共产党莱芜市代表大会选举产生，向其负责并报告工作，并贯彻执行中国共产党上级组织的方针、指示和市党代会的决议，领导莱芜市的工作，末任市委书记为王良。莱芜市人民政府是莱芜市地方国家权力机关的执行机关和市级国家行政机关，市长为梅建华。莱芜市的政治体制与中国大陆各地级市政府基本相同，作为山东省的一个地级市，莱芜市市委、市政府等机构受山东省委、省政府等机构的领导。
莱芜市人民代表大会为莱芜市立法机关，其职权与中国大陆各地级市政府基本相同；莱芜市人民代表大会常务委员会则为其常设机关，末任市人大常委会主任为王良。中国人民政治协商会议莱芜市委员会是中国人民政治协商会议在莱芜的地方组织，是中共领导的多党合作、政治协商的地方重要机构，现任市政协主席为张作平。中国共产党莱芜市纪律检查委员会是中国共产党在莱芜市的纪律检查机关，现任市纪委书记为于景涛。
莱芜市主要的民主党派和人民团体有民革莱芜市委、民盟莱芜市委、民建莱芜市委、民进莱芜市委、农工党莱芜市委、致公党莱芜市委、九三学社莱芜市委、莱芜市工商联、莱芜市总工会、共青团莱芜市委、莱芜市妇联。

### 法制机构
莱芜市中级人民法院是莱芜市的国家审判机关，代表国家依法独立行使在莱芜市行使审判权，其审判业务归山东省高级人民法院监督指导，对莱芜市人民代表大会及其常务委员会报告工作，现任院长为李杰。莱芜市人民检察院是莱芜市保证宪法和法律统一实施的国家法律监督机关，代表国家依法独立行使在莱芜市行使检察权，其检察工作归山东省人民检察院领导，对莱芜市人民代表大会及其常务委员会报告工作，现任检察长为张守强。另外，莱芜市人民政府下设的市司法局、公安局、监察局和法制办公室为市政府主管司法行政、维护公共安全、纪检监察和法制事务的工作部门。

### 地方立法
2015年8月1日起，莱芜市人大及其常委会可以开始制定地方性法规，至此莱芜市开始享有地方立法权。2016年1月21日，莱芜市十七届人大六次会议第三次全体会议表决通过《莱芜市制定地方性法规条例》，是莱芜市根据全国人大授权指定的首部地方性法规，从此莱芜市对城乡建设与管理、环境保护、历史文化保护等方面的事项的地方立法将有法可依。莱芜市的地方立法由市人大及其常委会会议审议通过，经报送山东省人大常委会批准后施行。市人大及其常委会在制定地方性法规的同时，还需清理过去发布的地方性法规，及时修改或废除一些与上位法相违背和已经不再适应地方经济社会发展需要的法规。
2017年1月18日，山东省第十二届人民代表大会常务委员会第二十五次会议批准《莱芜市城市市容管理条例》将于2017年5月1日正式实施。2017年5月1日，莱芜市首部地方性法规 《莱芜市市容管理条例》颁布。

## 经济

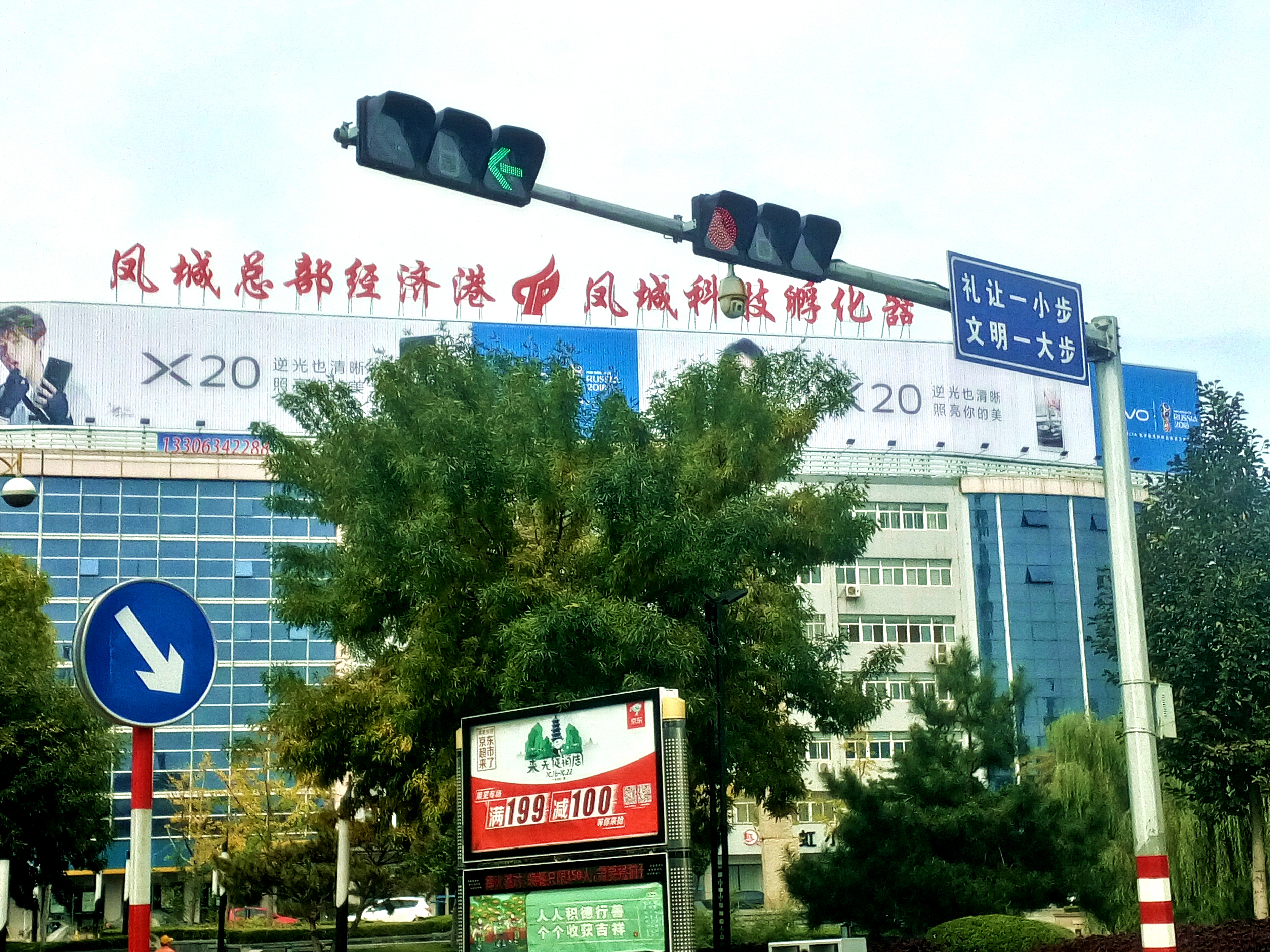
莱芜凤城总部经济港

### 农业
莱芜向以农业为主，是山东重要的农业区，主要农产品有小麦、玉米、花生、地瓜以及多种蔬菜，其中生姜有文字记载的栽培历史已有2000多年。莱芜先后被命名为“中国生姜之乡”、“中国花椒之乡”、“中国密桃之乡”和“三辣一麻原产地”；“莱芜黑猪”获国家地理标志证明商标，“莱芜黑山羊”通过国家遗传资源鉴定，花脸长毛兔获国家发明专利。
莱芜生姜、莱芜大蒜、莱芜大葱、莱芜花椒、莱芜猪都是中国地理标志产品。

### 工业

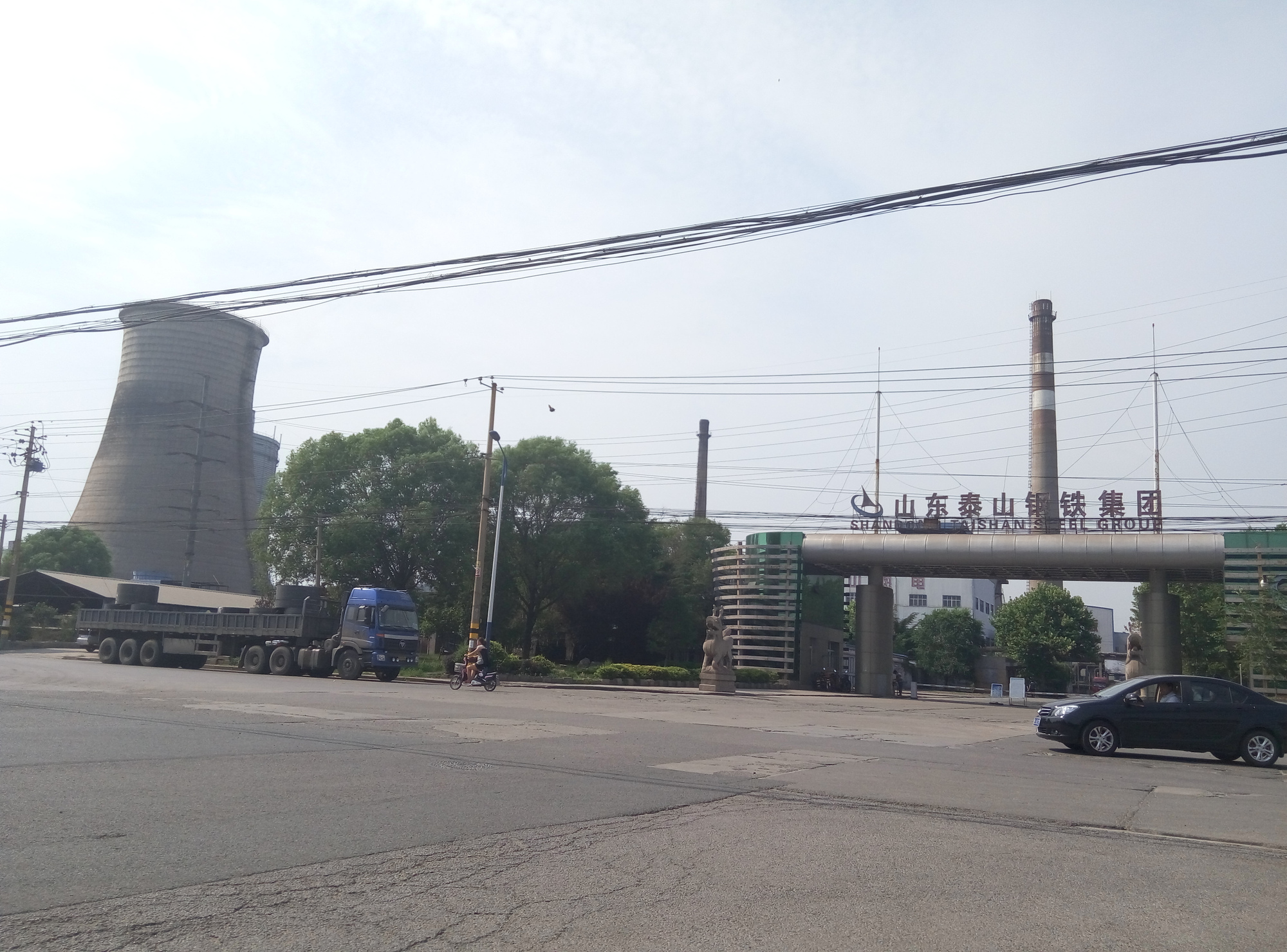
山东泰山钢铁集团

鲁中汇源饮料公司

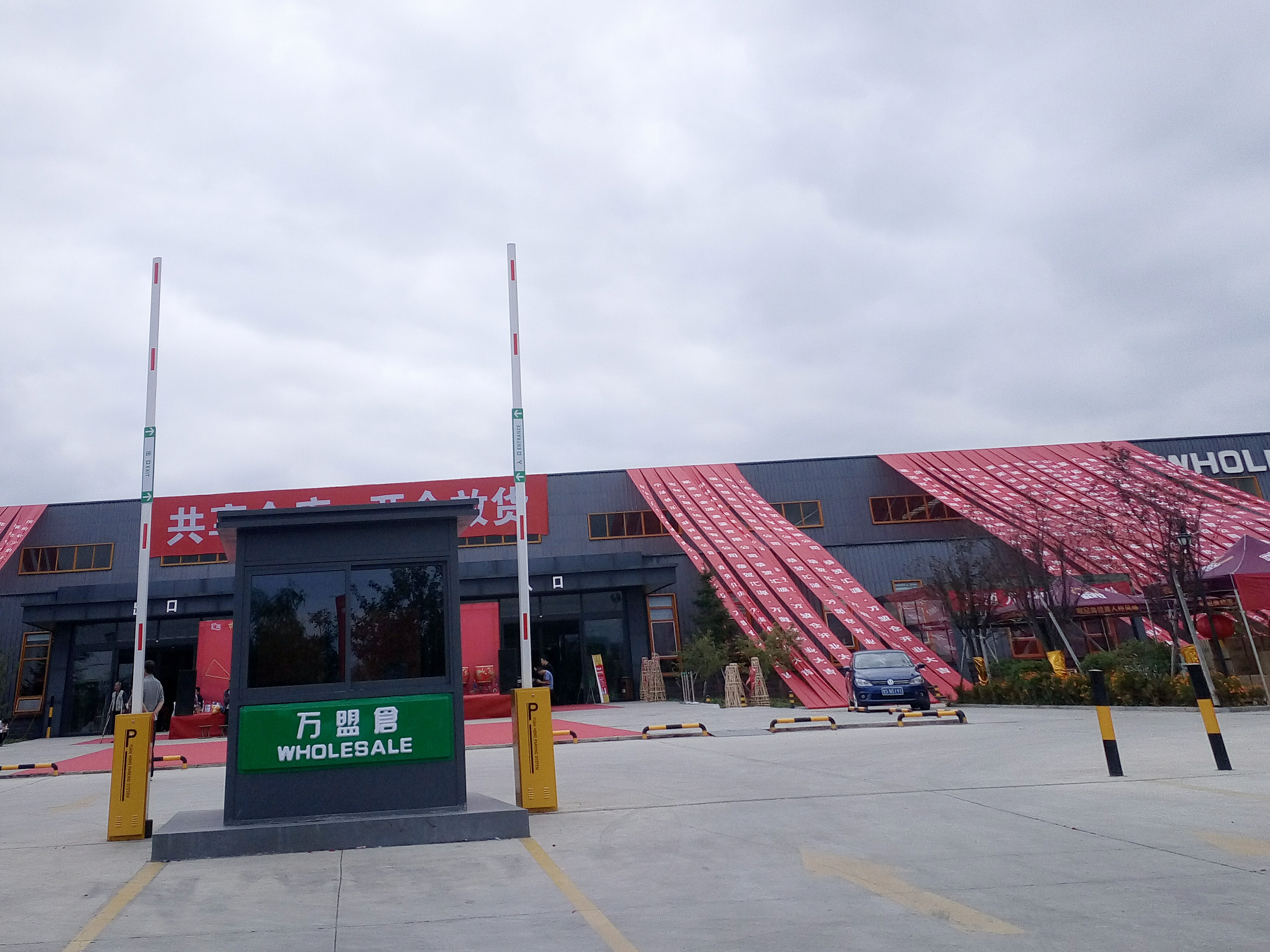
莱芜汇源工业园万盟仓

莱芜市工业特别是以钢铁产业为代表的传统产业十分发达。钢铁产业的发展为莱芜提供了大量的就业岗位、促进了莱芜经济的发展，但也形成了“一钢独大”的工业发展不平衡局面。目前，莱芜正在积极进行传统钢铁工业的转型升级，逐步实现钢铁产业高端化、新兴产业规模化、特色产业品牌化，逐步建立构建新型工业体系。

### 城建

#### 道路
从元代莱芜治所到莱城至清末民国初时期，莱城仅有从东关经城里至西关一条大街（今西关街），青石板路面，宽7米。大街两旁分布12条南北街巷，宽2米左右。1953年，路面改造拓宽为9米。1958年在老城北面新建泰莱公路（后称城关西路，今凤城东大街），长2千米、宽20米，同年改造北坦路。1968年，城关路（今凤城东大街）通车。1971年新修长征路（今长勺南路），城关路加宽改造铺设沥青。1973年改造大桥路。1978年修建人民路（今鲁中大街）。此后又修建工农路、文化路、东风街等道路，城区道路路网基本构筑。1993年，莱芜市政府新建和维护多所道路。
今莱城区基本形成“八纵六横、两环六射”（八纵为西外环路、西内环路、鹿鸣路、长勺路、大桥路、凤凰路、九龙山路、东外环路；六横为北外环路、嬴牟大街、龙潭大街、鲁中大街、汶河大道—汇源大街、南外环路；两环指内环由嬴牟大街、大桥路、汶河大道、西内环路组成，外环由北外环路、东外环路、南外环路、西外环路组成；六射指长勺路、北外环路、汶河大道、大桥路、汇源大街和东外环路）的道路结构。钢城区形成“双环与组团方格网”（双环指内环和外环，内环由永兴路、府前大街、新兴路、桃花路、黄羊山大街组成，外环由北外环、东外环、南外环、西外环组成；组团方格网指省道803线、 N4N5、i4i1、草齐线、韩莱公路等主要对外通道）为主的混合式路网结构。

#### 城市规划
1958年，莱芜县人民委员会委托山东省城建局设计院编制莱芜第一轮城市总体规划，规划范围是莱城城区。 该规划是以在莱城北徐家河建设年产150万吨的莱钢为基础的，后经考证所勘探的资源储量不实，省人民委员会决定莱钢另行选址。故此次规划未能实施。
1959年，莱芜县基建办公室编制完成莱芜第二轮城市规划，并绘制了五千分之一的地形图。规划范围是以莱城为中心，北到莲河，南至汶河，东到孝义河，西到大曹村，面积24平方公里。 近期规模为5万人，远期发展控制在15万人左右。该规划是一个较为全面的方案，但受“大跃进”的影响未能全面实施。20世纪60年代初，因国民经济建设遇到严重困难，规划人员转业，图纸、资料散失，规划终止，未完全能实施。
1971年9月，莱芜县基建局在1959年规划的基础上重新绘制莱芜城区规划图。压缩城市规模，确定莱城近期人口控制在12万人。市区向东北方向发展，向西扩展至小曹村。此次规划的编制实施基本扭转了城建事业的混乱状态。1978年10月，莱芜第四次规划出台，规划确定莱城性质为“全市政治、经济、文化、交通中心，是为全市工矿、广大农村服务和供应的中心，以发展轻工、食品、机械等服务性工业为主，尽快建设成为一个现代化的新城市”。 到1990年，规划莱城规模达到10平方公里、人口9万人；2000年，达到14平方公里、人口12万人。规划范围是东起大桥路，西到小曹村，南以汶河为界，北至北埠岭，占地面积14平方公里。该规划对用地布局、道路规划、园林绿化等进行统筹规划、合理布局。1998年10月，莱芜第五次规划得到通过。规划确定莱芜市的城市性质为“以钢铁、能源和机械工业为主的工业城市”，到2000年，城市规模达到33.5平方公里，2010年达到53平方公里。并确定了以莱城为中心，钢城为副中心，张家洼、孝义、高（庄）南（冶）、里辛为组团的组团式布局结构。规划对用地、道路交通、绿化、环保、给排水、电力、电信、燃气、供热、环卫、防灾等进行科学规划。
2004年12月莱芜市第五次规划批准实施。规划期限近期到2010年，城市人口规模为45万人左右，用地53平方公里；远期到2020年，城市人口为65万人左右，用地规模74平方公里。确定城市性质是“山东省钢铁生产和深加工基地，山水园林城市”。形成以莱城为主，钢城为辅的结构。

#### 城市供水
莱城地下系第三纪红砂岩，不适宜打井，城市供水发展几乎为零。自古以来，西关大部分居民饮用汶河水，东关有水井10余眼，居民多饮用井水，卫生较差。1953年莱芜县政府驻地由口镇迁至莱城，县机关用城里北马壕井水，后用毛驴车从南关拉水。
1961年，利用南关旧水井加以改造扩大建成南关水源地。1972年，建成莱芜铁矿水源地，日供水150至200立方米。1975年，开发建设孙故事水源地，日供水1500立方米。1981年，莱芜县政府开发鹏山水源地，11月第一期工程完成，莱芜市城市供水才初具规模。后至2005年，多次对鹏山水源地进行扩建。1991年，作为应急供水工程的东关水源地开工建设。1993年，建设叶马曹水源地。
1977年1月1日， 莱芜县自来水公司成立，开创了境内供水时代。1972年至1983年，城区共铺设供水管道8250米。1983年，莱芜县自来水公司更名为莱芜市自来水公司，并建成第一座水厂。至2005年，城市自来水管线达到330.5公里，年供水总量7311万立方米，日供水能力20万立方米。

#### 公共建筑

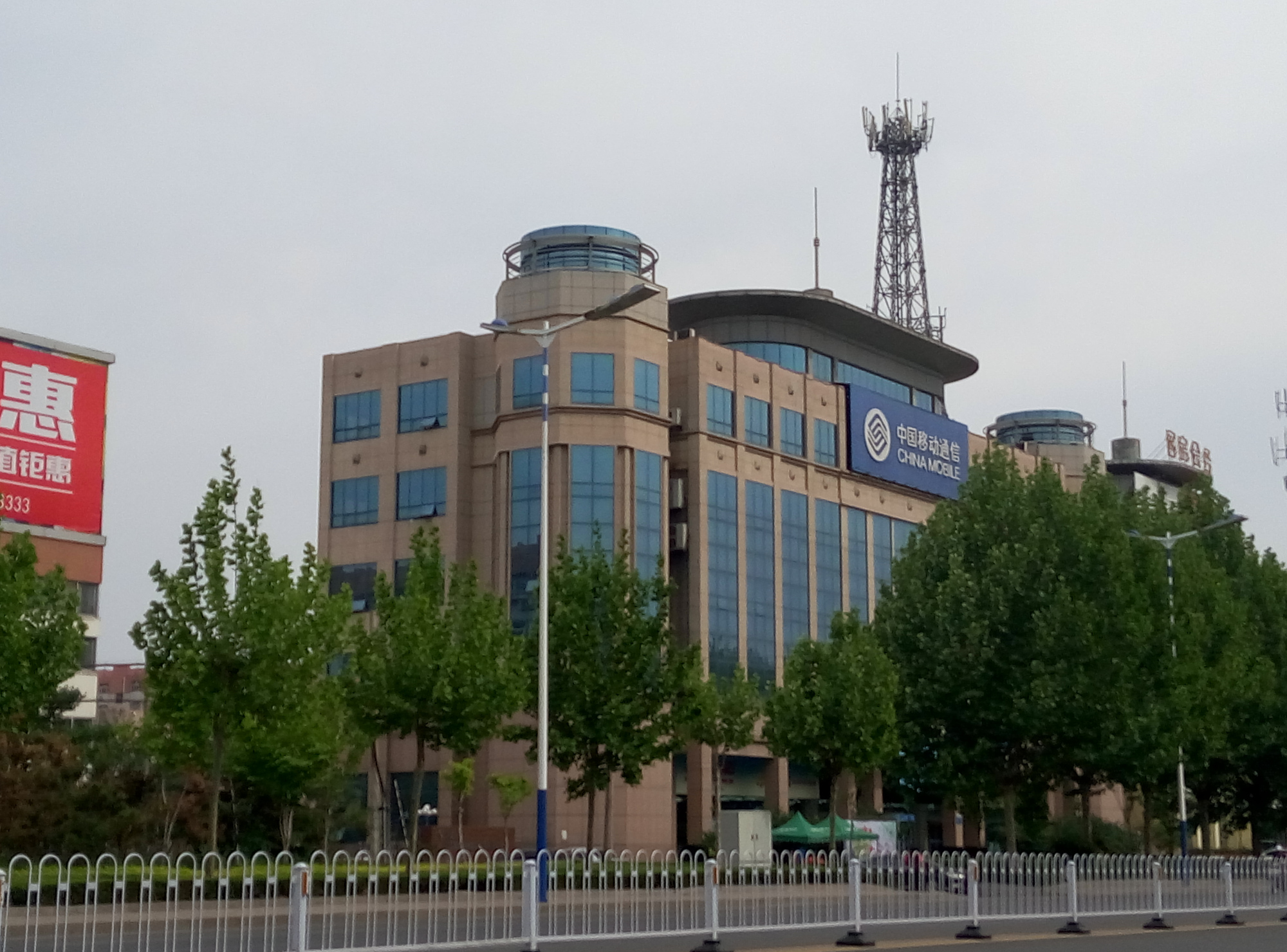
中国移动莱芜分公司

汉唐时期，建筑无考。明代洪武年间（1368-1398年）县衙署建成，有琴堂（如保厅，俗称县大堂）、改弦堂和正堂等，琴堂以西有驿站总铺、城隍庙，县衙署以西有医学、旌(jing)善亭，以东有申明亭。城西南有演武厅，东南隅有府馆。城无北门，东为通齐门，西为望岳门，南为临津门，门南有池。1570年后建瓮城，北城墙建北极庙3间；城墙有垛口760个。东门外称东关，西门外称西关，南门外称南关。民国时期，沿东关街与西关街有少数酒店、油坊、杂货店、旅店和黑白铁手工作坊。1936年城内仍有大堂等建筑3300㎡，大多已颓圮。
20世纪50年代初，在东关街建立百货商店、长途汽车站，在西关街建立莱芜师范、莱芜一中等。又在各地建设人民剧院、人民医院、浴池等。改革开放后，建设百货大楼、中医院大楼、五层旅馆、六层莱芜饭店以汽车站，古典式建筑老干部活动中心和莱芜十七中以及现代建筑人民影剧院等相继建成使用。1990年代，建设了莱芜战役纪念馆、新市委党校、电力调度中心、电信大厦、市机关第一办公楼、国税局办公楼、地税局办公楼等设施。2000年后，建设了会展中心、莱芜一中（新校）、龙园宾馆等新式建筑。

## 交通

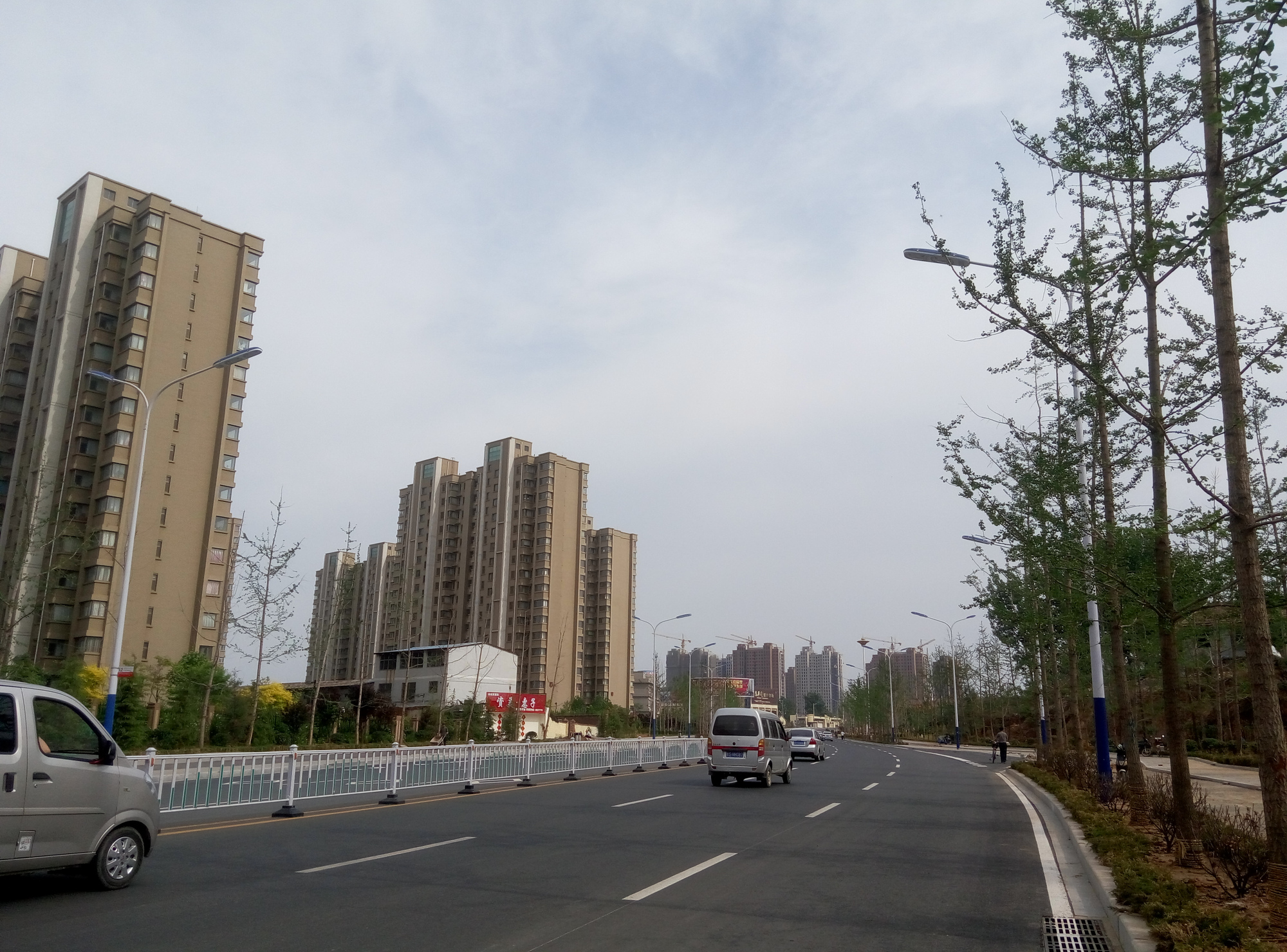
莱芜市街景

### 高速公路
莱芜市位于山东省中部地区，境内有 莱泰高速公路、 京沪高速公路、 青兰高速公路、 滨莱高速公路以及 205国道、 341国道。

### 铁路与车站

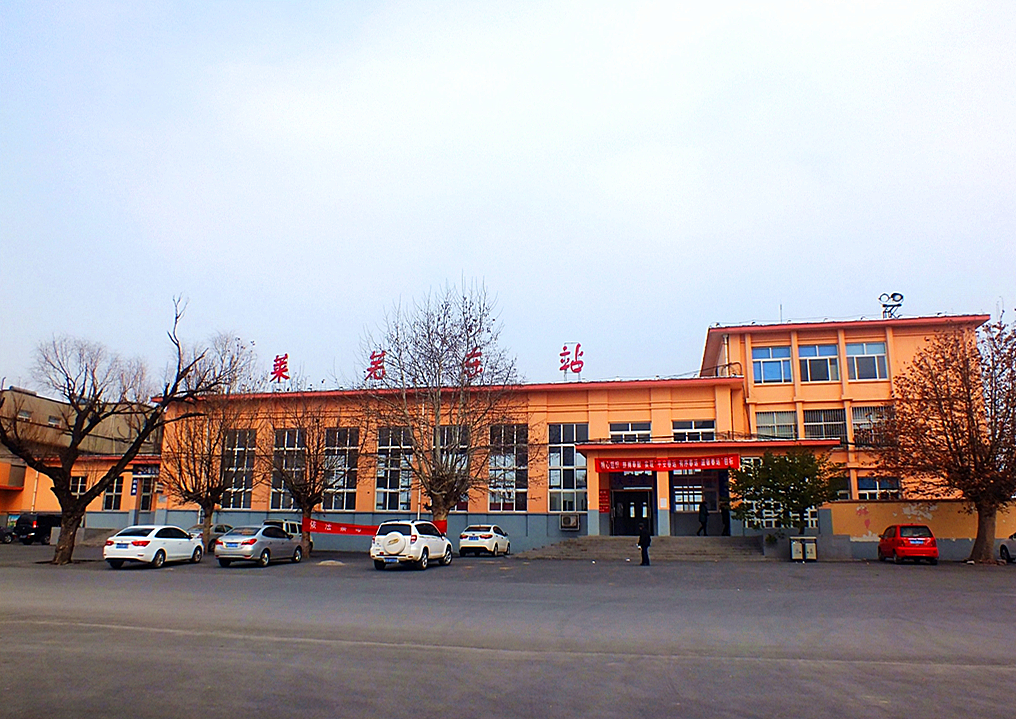
莱芜东站外景

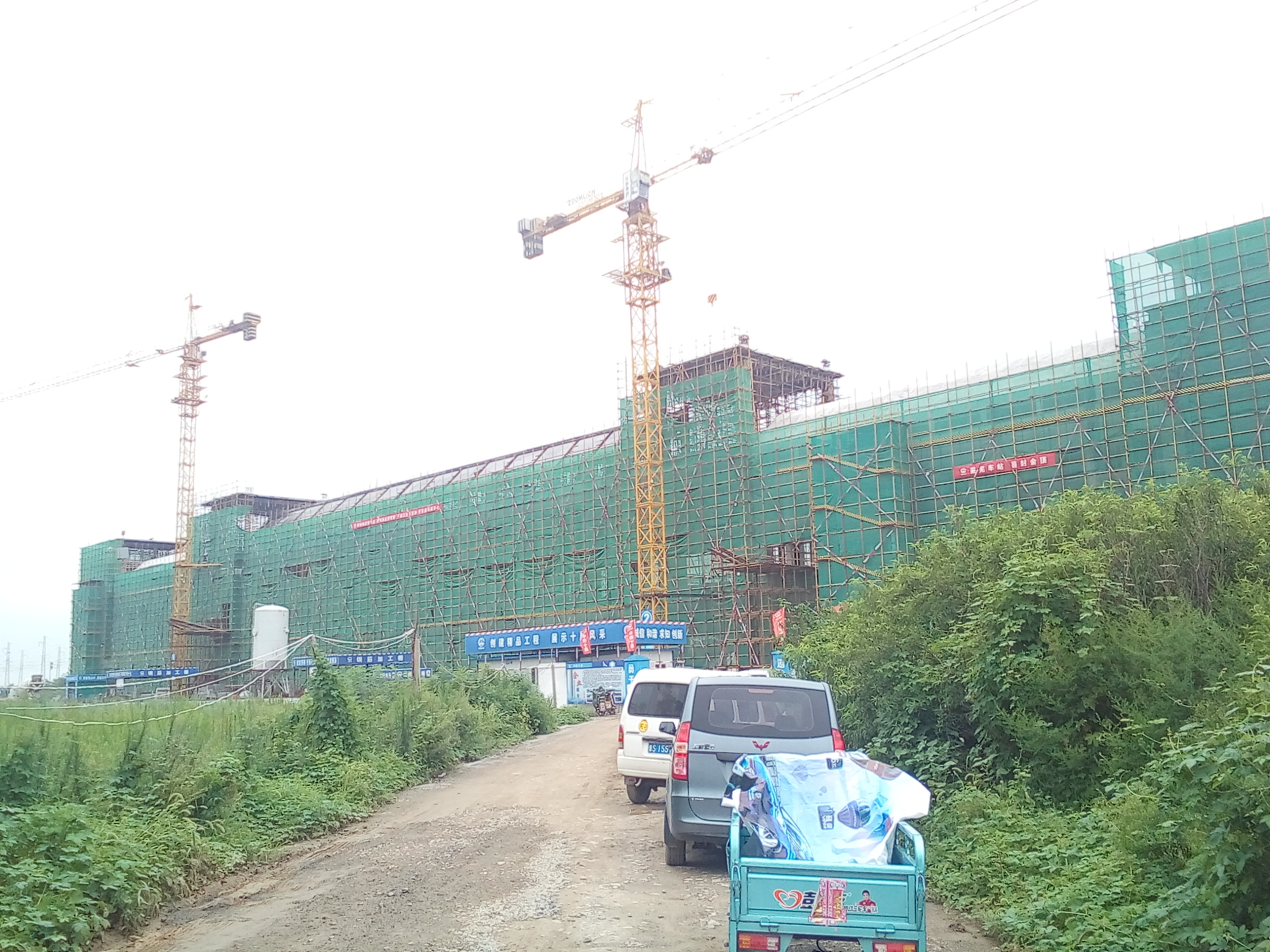
建设中的瓦日铁路莱芜站外景

至2017年9月，莱芜东站是莱芜区境内的一座火车站。境内建设与规划中的客运站有晋中南铁路的莱芜北站、济莱高铁的莱芜站、雪野站、莱钢站。
- 辛泰铁路，其是经过莱芜区的一条有客运的线路，7053/4次列车经过莱芜东站。[44]
- 磁莱铁路
- 晋中南铁路，计划开通客运，经莱芜北站。
- 济莱高速铁路（济南—莱芜城际高铁；客运；建设中[45]）[46][47]
- 青莱高铁（青岛—莱芜城际高铁；客运；规划中）[48]

### 航运
莱芜市距离济南遥墙国际机场约100千米。

### 市内公交

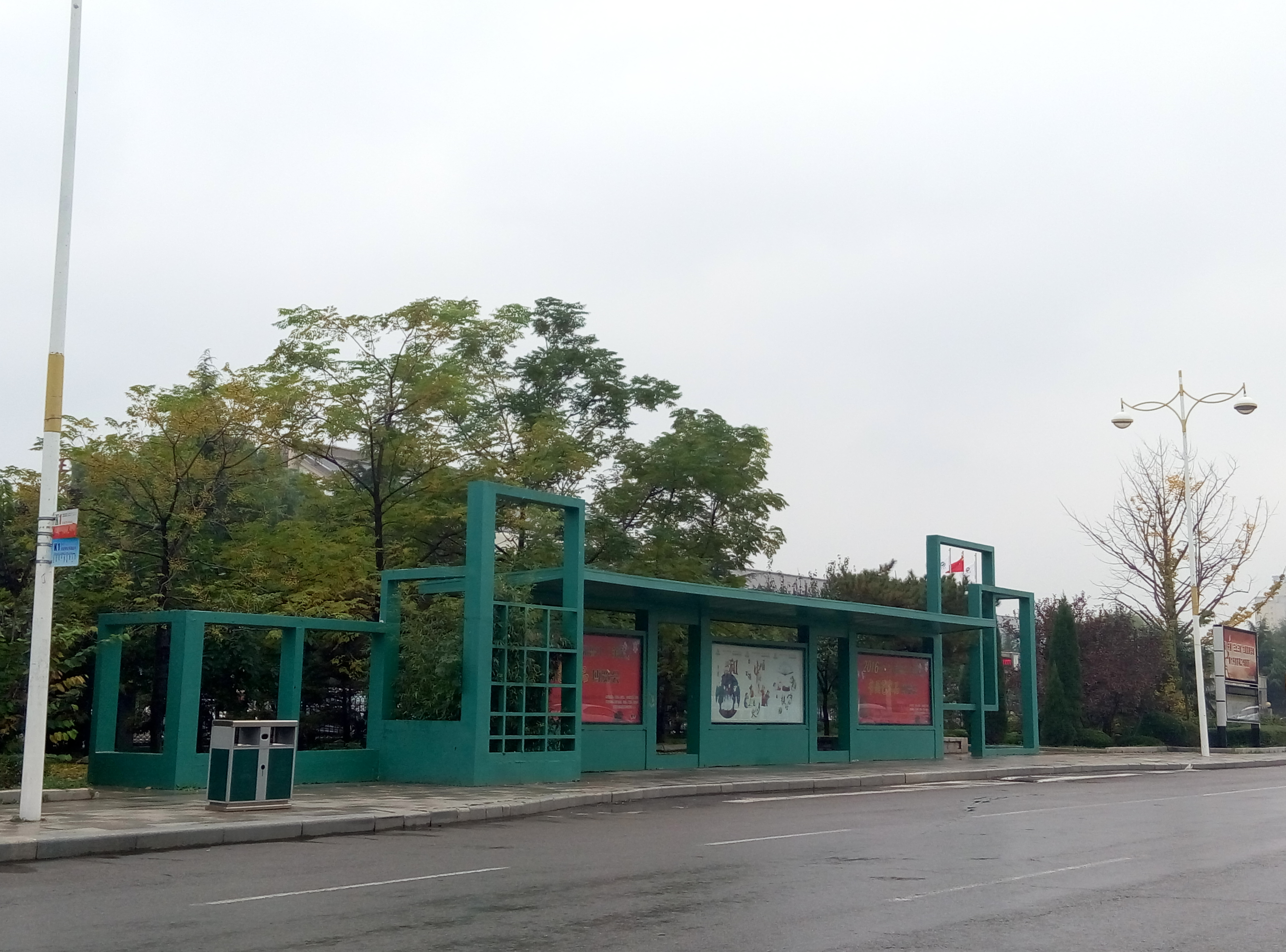
莱芜市公交候车亭

1989年10月，莱芜开始在市区开通环城公交车，当年购买公交车6辆。1993年，市区有公交线路2条， 公交车36辆。1996年，开通一中至芳馨园3路公交线路。1997年，将3路环城线向南端拓展，形成从铁厂路至花园学校的3路公共汽车专线。1999年，开通6路、7路线，将3路公共汽车的终点站延伸到莲河小区。2000年，开通4路、8路、5路公交线，调整2路、7路公交线，实行市内公交车票一票制。2001年，新开5路公交线，调整2路、7路、8路公交线，实行公交车无人售票。2002年，调整2路、3路、4路、7路、8路公交线，扩大公交服务半径。2003年10月1日，公交线路全部推行电子月票IC卡。2003年市区有公交线路8条。至2018年，莱芜公交共有50余公交线路。全市公交实现微信刷码支付
| 线路  | 起止站                    |
| K1路  | 泰钢宿舍—郭家沟文化生态园 |
| K2路  | 豪德城—万泰电气公司       |
| 3路   | 姚家岭—公交枢纽           |
| K4路  | 公交枢纽—秦家洼           |
| K5路  | 公交枢纽—泰山阳光电器     |
| 6路   | 公交驾校—公交新驾校       |
| 7路   | 公交枢纽—孟家庄           |
| K8路  | 望海华城—莱芜市委党校     |
| K9路  | 方下镇政府—莱芜战役纪念馆 |
| K10路 | 新矿莱芜中心医院—公交枢纽 |
| 101路 | 公交枢纽—职业技术学院     |
| K12路 | 公交枢纽—墨埠             |
| K16路 | 方下镇政府—火车站         |
| K17路 | 凤城街百货中心—北江水村北 |
| K18路 | 小故事小区—许家洼         |
| K19路 | 公交枢纽—北梨沟           |
| 20路  | 泰钢宿舍—万福山景区       |
| 21路  | 公交鲁中车队—李陈庄       |
| 22路  | 泰钢宿舍—世纪城东门       |
| K26路 | 圣龙印务—汶水源社区       |
| K27路 | 五矿浦江水岸—隆福星河城东 |
| *30路 | 公交驾校—滨河花苑         |
| 60路  | 红石公园—莲花山           |
| 61路  | 红石公园—野店             |
| 62路  | 红石公园—后坡             |
| 63路  | 红石公园—张家庄           |
| 64路  | 红石公园—上亓峪           |
| 65路  | 红石公园—五龙             |
| 66路  | 劝礼—高庄街道办           |
| 67路  | 红石公园—徐家峪           |
| 68路  | 公交鲁中车队—石湾子村     |
| 69路  | 红石公园—田家林村         |
| 70路  | 圣龙印务—陈林             |
| 71路  | 圣龙印务—山口             |
| 72路  | 圣龙印务—康陈村           |
| 74路  | 圣龙印务—灰堆             |
| 75路  | 红石公园—亓官庄           |
| 76路  | 红石公园—青杨行           |
| 77路  | 红石公园—大陡沟           |
| 78路  | 圣龙印务—野槐峪           |
| 79路  | 圣龙印务—崔家庄南         |
| 80路  | 圣龙印务—横山口           |
| 81路  | 圣龙印务—龙马庄           |
| 91路  | 红石公园—瓜皮岭子         |
| 92路  | 公交鲁中车队—沈家庄       |

(带*号即，至2018年6月仍在试运行中的线路）

## 社会

### 科学
新中国成立初期，境内科技人员主要来源于国家统一分配及从工农群众中选拔和外地调入。1953年， 全县有仅科技人员632人。“文化大革命”期间，科技队伍削弱。改革开放后科学技术得到鼓励和发展，到1978年全莱芜县有科技人员5085人。1985年，全市有科技人员6155人。至2005年，莱芜市有各类专业技术人员41759人，其中高级职称4253人， 中级职称17788人，享受国务院特殊津贴专家15人，国家有突出贡献的中青年专家2人，省级有突出贡献的专家3人。
1959年6月， 莱芜县科学技术工作委员会成立， 1962年6月撤销， 1964年4月恢复。1967年“文化大革命” 期间中止。1973年3月，莱芜县革命委员会设立科学技术办公室；1978年1月，改称科学技术委员会。 1993年，地级莱芜市科学技术委员会成立。1994年10月，成立莱芜市科学技术协会，与市科委合署办公。2001年4月，莱芜市科学技术委员会改称莱芜市科学技术局，与市科学技术协会合署办公。
至2005年，全市省级以上高新技术企业发展到39家，莱芜市境内亦划有莱芜国家级高新技术开发区，全市有29家企业与86所高校、28个科研院所建立长期技术协作关系，50余家企业建立科研（技术）中心，其中国家级技术中心1家，省级技术中心9家，省级工程技术研究中心3家。

### 教育

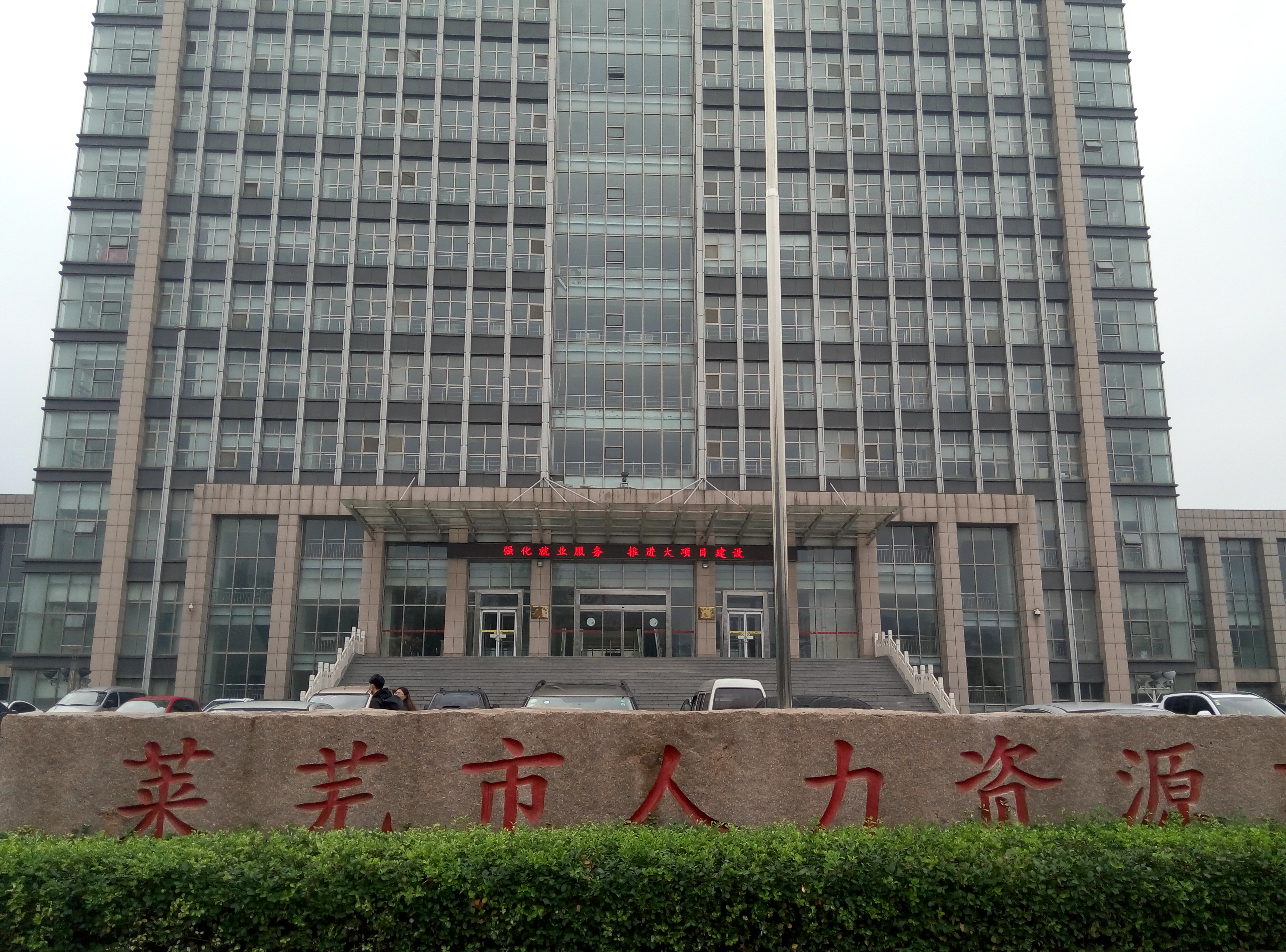
莱芜市人力资源大厦

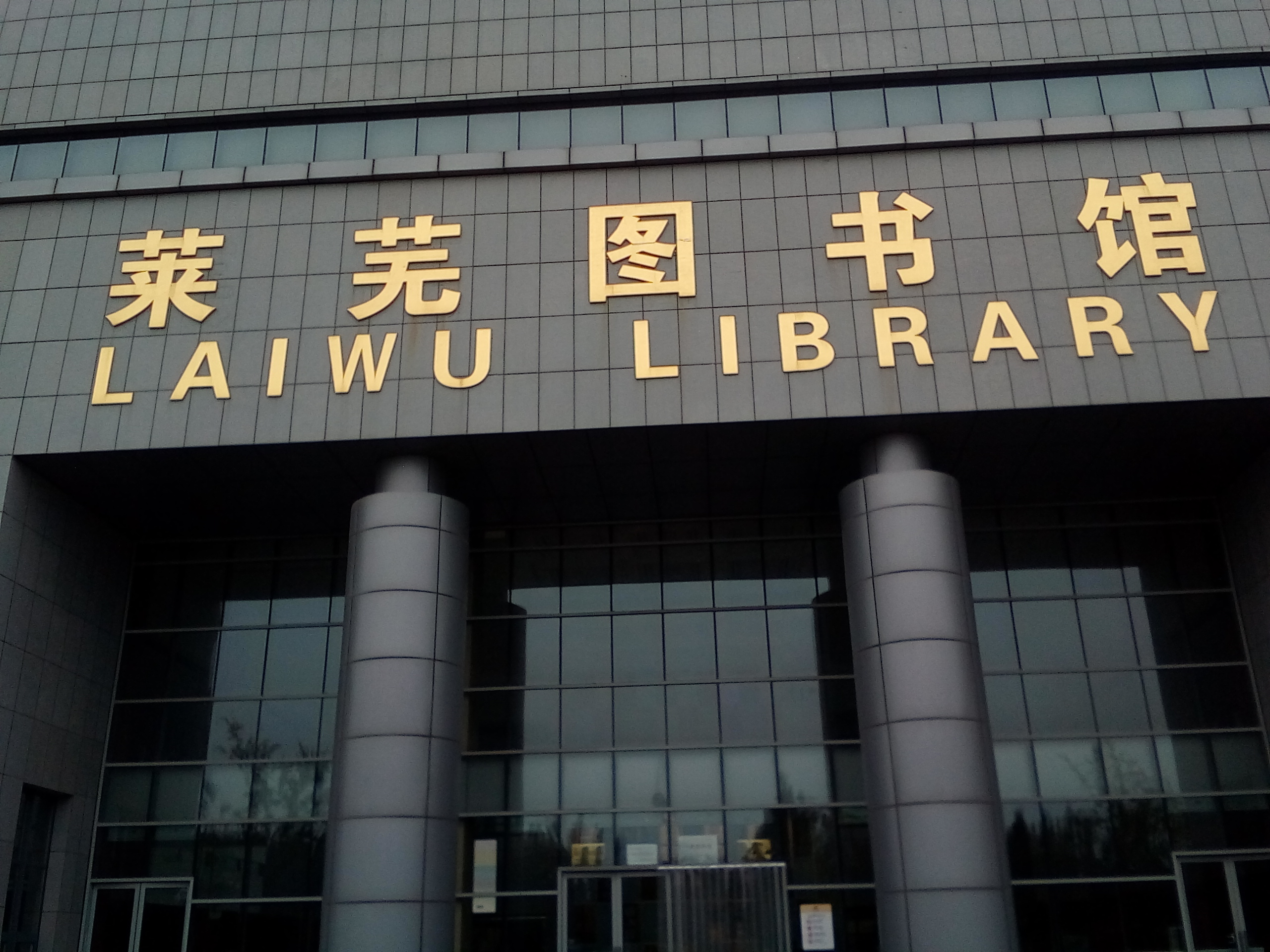
市图书馆

莱芜的教育历史悠久，宋代即有科举中仕。明清时期，境内私塾、书斋、书房已遍布各地，并有供深造的书院，涌现出一批京府等各级官员。清光绪二十八年（1902年），莱芜始兴办第一所学堂——鲁西初等小学堂，标志着莱芜近代教育的开始。民国初年，首次开办中学，并创办单级教授养成分所培训师资，还以夜校和民众学校等形式组织农民学文化。抗战时期，中共莱芜县委兴办中小学教育和成人教育。1948年，莱芜解放后，建设莱芜第一中学（时称莱芜中学），教育得到快速发展。1978年，新汶矿务局职工大学（时称莱芜矿务局“七二一”工人大学）创建。1984年，全市普及小学教育。1986年后，境内实施九年义务教育。至2005年，莱芜有小学241所；初中56所；普通高中9所。中等职业学校16所。特殊教育学校1所。 高等教育院校3所。2017年，境内有本科高校山东财经大学（莱芜校区）、山东省重点中学莱芜一中，各级各类学校数量、规模和办学水平均得到一定程度的改善和提高；但市区教育场所数量仍略显不足，使得出现了“大班额”与“进高中难”的情况。

### 体育

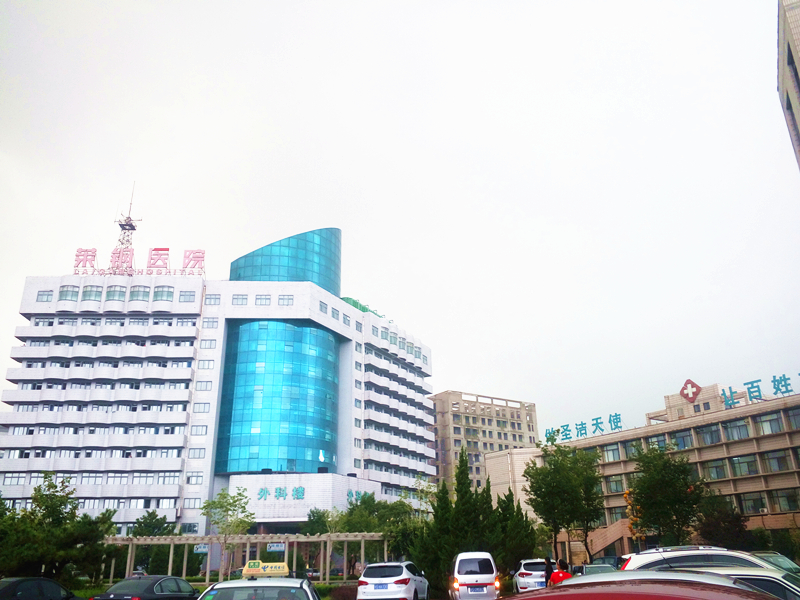
莱钢医院

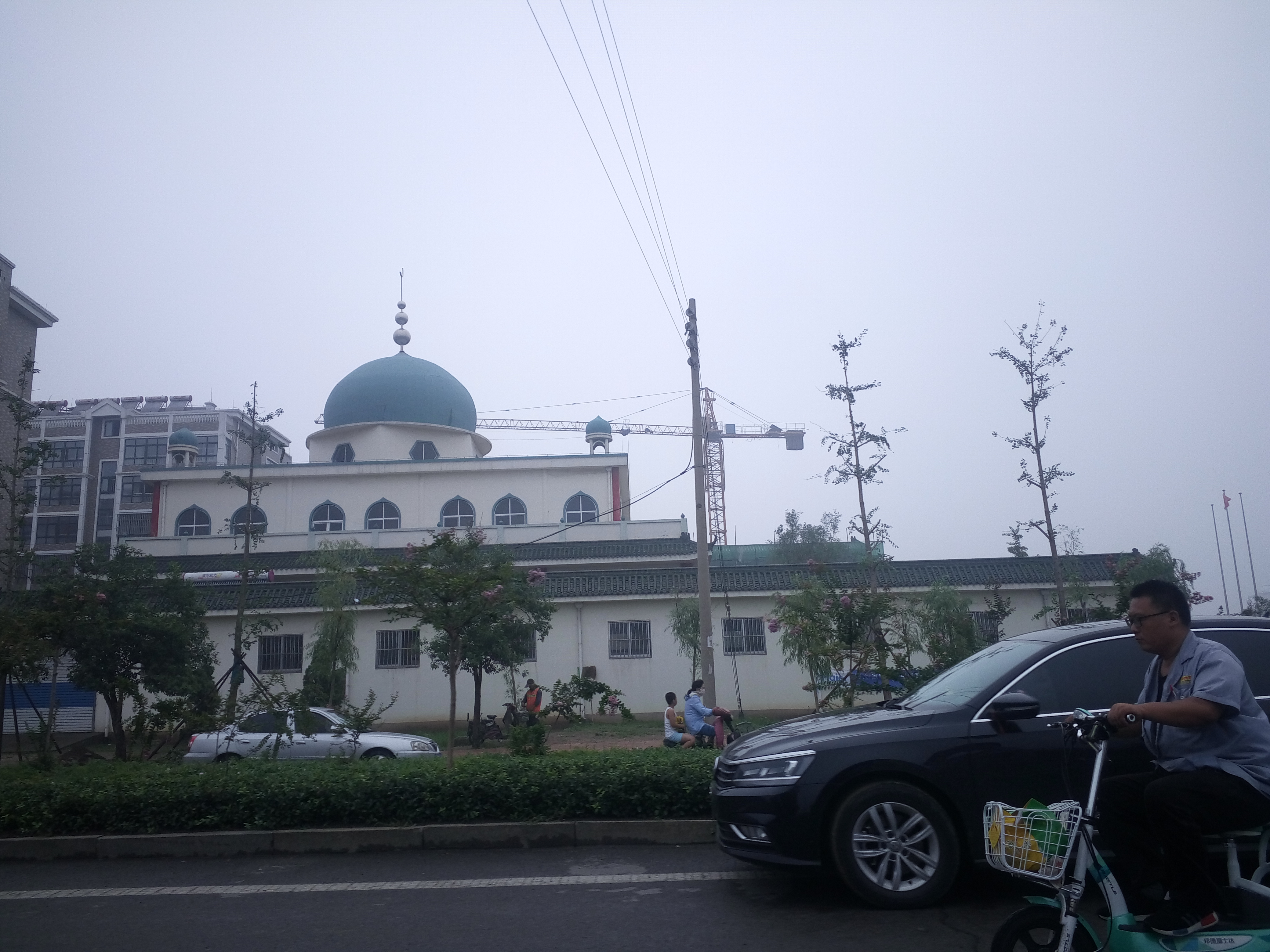
莱芜西关清真寺南侧视角

莱芜体育事业历史悠久。民间体育活动丰富多彩，武术、围棋、中国象棋等群众性、自娱性体育活动自古流传，打蹦、踢毽子、跳方等项目曾在少年儿童中广为流行。1930年，中华民国莱芜县政府在莱城文庙成立政校合一的国术馆，县长任名誉馆长，另设专职馆长1人，专门教习武术，现早已废除。1952年10月， 莱芜一中在校园西侧建成体育场，1958年8月，体育场迁至校园东北角（今在莱芜市实验中学的南校区），面积1.69万平方米，内设400米跑道6条，篮球场4个，足球场、排球场各1个，为莱芜境内第一个标准体育场地。1974年7月，莱芜县体委在官寺商场北侧创建体育场，面积7200平方米，北部为田径场地， 南部为简易灯光球场。球场四周建有一层露天看台，可容纳观众6000人。另有平房5间用作办公、器材存放和宿舍（1981年10月，建设农贸市场时拆迁）。1985年9月修建西关西苑大型滑冰场，12月莱芜市政府组织在人民西路北侧修建面积4.8万平方米的体育场。今在莱芜高新区建有莱芜市体育馆。

### 卫生医药
莱芜卫生医药事业有优良传统。元代，莱芜城设医学。明代，张文元、吕宪珂、朱包蒙、吕绍曾对医术研究颇深。清代，中医临床各科已具雏形，张德配、张奉文、杨乐春、吕忞曾等分别擅长痘疹、妇科等症，有的著书立说。1925年，西医药传入境内，与中医药共同发展和提高。1983年至1992年，境内新建莱芜市中医院、莱芜市康复医院、莱芜市红十字会血站等市直医疗单位；同时，将乡镇医院下放给乡镇管理。1995年12月，莱芜被全国爱卫会命名为“国家卫生城市”。2005年，推行农村新型合作医疗制度，全市建立起市、区、乡、村四级医疗卫生网络。

### 宗教
莱芜历史上宗教活跃，有道教、佛教、基督新教、天主教、伊斯兰教等宗教传入，但居民仍主要以中华传统信仰为主。道教约在秦汉之际传入境内，碧霞元君祠是莱芜常见的道教祠庙。佛教传入莱芜境内的时间未见史载，至今仍完好树立在莱城区蔡家镇村的唐代陀罗尼经幢是佛教传入境内的最早物证。天主教于清光绪元年（1875年）由济南洪家楼传入莱芜响水湾村，并于光绪三十四年（1908年）建起教堂（今存）。基督新教1913年传入境内，并在东关成立支会。1916年，在颜庄镇和徐家庄安设堂口。另有耶稣家庭派系由泰安马庄传入口镇。1939年，两派合并，称中华基督教团莱芜分会，辖东关、口镇、颜庄教堂。莱芜境内的伊斯兰教境内俗称回教，属逊尼派。清代康熙年间，由章丘县大冶庄传入莱城区东关；随之，由济阳县传入莱城西关，今有东关清真寺和西关清真寺存。

### 报刊
莱芜创办报刊始于1924年，每种报刊的创办时间或长或短。第一份创刊的是1924年由莱芜县旅济同乡会筹办的《嬴城旬刊》但1925年因经费没有着落而停刊。
第一份报纸是1928年由国民党莱芜县党部创办的《党政周报》，刊期与停刊时间不详。自此先后有：国民党莱芜县党部机关报《莱芜党声》，1928年创刊，石印4开4版，共出10期，1929年7月停刊。中共莱芜县委机关报《战斗》，1933年7月1日创刊，油印，不定期，共出5期。停刊时间不详。《动员周报》 1939年春创刊，以莱芜县动员民众抗敌委员会名义出版。1940年底停刊。中共莱芜县委机关报《前进报》，1941年2月7日创刊，3日刊，4开4版，或石印或油印，1942年3月停刊。《工作快报》 1945年，中共莱芜县委出刊，不定期，1946年3月停刊。 中共莱芜县委机关报《莱芜县报》，1956年10月1日创刊，1957年8月停刊，1958年12月1日复刊， 8开2版、不定期。1959年1月，定为3日刊。1960年1月，改为2日刊，1961年停刊。《莱芜日报》 中共莱芜市委主办，是中共莱芜市委机关报，前身为县级《莱芜市报》，1987年11月筹备， 1988年1月1日创刊，2019年1月17日，因济南莱芜行政区划调整，《莱芜日报》停刊。

### 广播电视
1950年，县政府成立收音站，收听上级新闻单位播音。1957年8月1日，成立广播站。 1986年10月1日，撤广播站建广播电台，下设宣传、机务、有线广播组和各乡镇（办事处）广播放大站。1993年，莱芜人民广播电台升格为副县级事业单位。为莱芜境内最主要的广播电台。1984年5月1日，成立莱芜电视差转台。1986年10月1日，撤莱芜电视差转台建莱芜电视台。1993年，莱芜电视台升格为副县级事业单位，为莱芜境内最大的电视媒体。2009年12月，两台合并组建莱芜市广播电视台，共有3条电视频道和3条广播频率。2019年莱芜并入济南后，莱芜广播电视台改为济南广播电视台鲁中传媒中心。

除此之外，莱芜当地企业也有开办电台和电视台，比如1984年开播的泰钢广播站，由泰山钢铁集团政治部主办。企业办电视台方面，1984年10月筹建的莱钢电视台，1985年1月投入使用，为莱钢党委宣传部直属的科级单位；1986年7月，建台开播的鲁中金矿业集团公司有线电视台，传送山东、中央等4套节目。1989年2月，山东省广播电视厅正式批文建台，呼号为张家洼矿山公司有线广播电视台。1992年，中国广播电影电视部正式批文、审核同意山东省广播电视厅批文。2002年，更名为鲁中冶金矿业集团公司有线电视台；还有泰钢政治部主办的泰钢电视台。

## 文化

### 语言
莱芜市境内居民多使用莱芜话。钢城区早期因莱钢集团建设，区内有大量外来人口故语言以普通话为主。

### 文学
莱芜旧时科举人多有著述流传于后世。明代的吴来朝、吴鸿功、亓诗教、谭性教、朱童蒙、亓之伟等人，清代的张四教、程云、魏锡祚、潘绍烈、张梅亭等人，都在文学创作方面取得了一定的成就。
近现代文学创作力量比较薄弱，1952年起，逐渐组建业余创作队伍。 1973年， 有业余作者349人，其中创作骨干32人。1987年，创作队伍有600多人。1958年至1987年，在省以上报刊发表文学作品165篇。现莱芜市作家协会有成员120余人。近现代莱芜籍的著名散文家吴伯箫、诗人吕剑、战地艺术家李增援等人的文学创作在全国影响较大。尤其是吴伯箫，他历任东北大学（驻佳木斯）社会科学院副院长、文学院副院长、副教务长，文协委员、秘书长，东北教育学院副院长，中国作家协会文学讲习所所长，全国中学语文教学研究会会长、《写作》主编、中国写作研究会会长等职，并参加郭沫若著作编辑委员会领导工作。1981年当选全国文联理事。《记一辆纺车》《菜园小记》《猎户》《难老泉》等散文曾被收入中学语文课本。
莱芜境内创作大量脍炙人口的剧本，《推媳妇》《正月十五雪打灯》《好儿好女》等分别获得山东省文化厅剧本一等奖、文化部“天下第一团”展演优秀剧本奖、文化部全国梆子剧交流演出优秀剧本奖。 此外， 高桂云创作的《青山遮不住》《村魂》《脚踏红土地》等电视剧本由山东电视台录制成电视剧播放。

### 戏曲
莱芜特有的戏种为莱芜梆子，又名“莱芜讴”，也称“靠山梆子”“本地梆子”，是中国戏曲中有地方独特风格的剧种之一。起源有三种说法：由流行于鲁西南一带的梆子腔演变而来；由徽班传授；由流行于鲁西南一带的梆子腔和徽戏结合而成。清朝光绪末年到抗日战争爆发，为莱芜梆子的兴盛阶段，专业班社数量可观，演出活动十分活跃，流行区域不断扩大。莱芜梆子以莱芜、泰安、新泰一带为主要活动区域，后来流行于东至日照，西至平阴，南到临沂，北抵济南的广大区域内，但以在莱芜、泰安、新泰、沂源影响最深。1954年1月莱芜县民艺剧团成立；1956年改名莱芜梆子剧团。1965年，剧团赴北京汇报演出《送猪记》，受到周恩来、朱德、彭真、叶剑英和杨尚昆等党和国家领导人的亲切接见和高度评价。

## 友好城市
- 西托伦斯瑟巴顿
- 白俄羅斯明斯克市苏维埃区
- 抱川市
- 库塔伊西